# Taubenturm (Avrainville)
Koordinaten: 48° 33′ 47,8″ N, 2° 14′ 44,5″ O

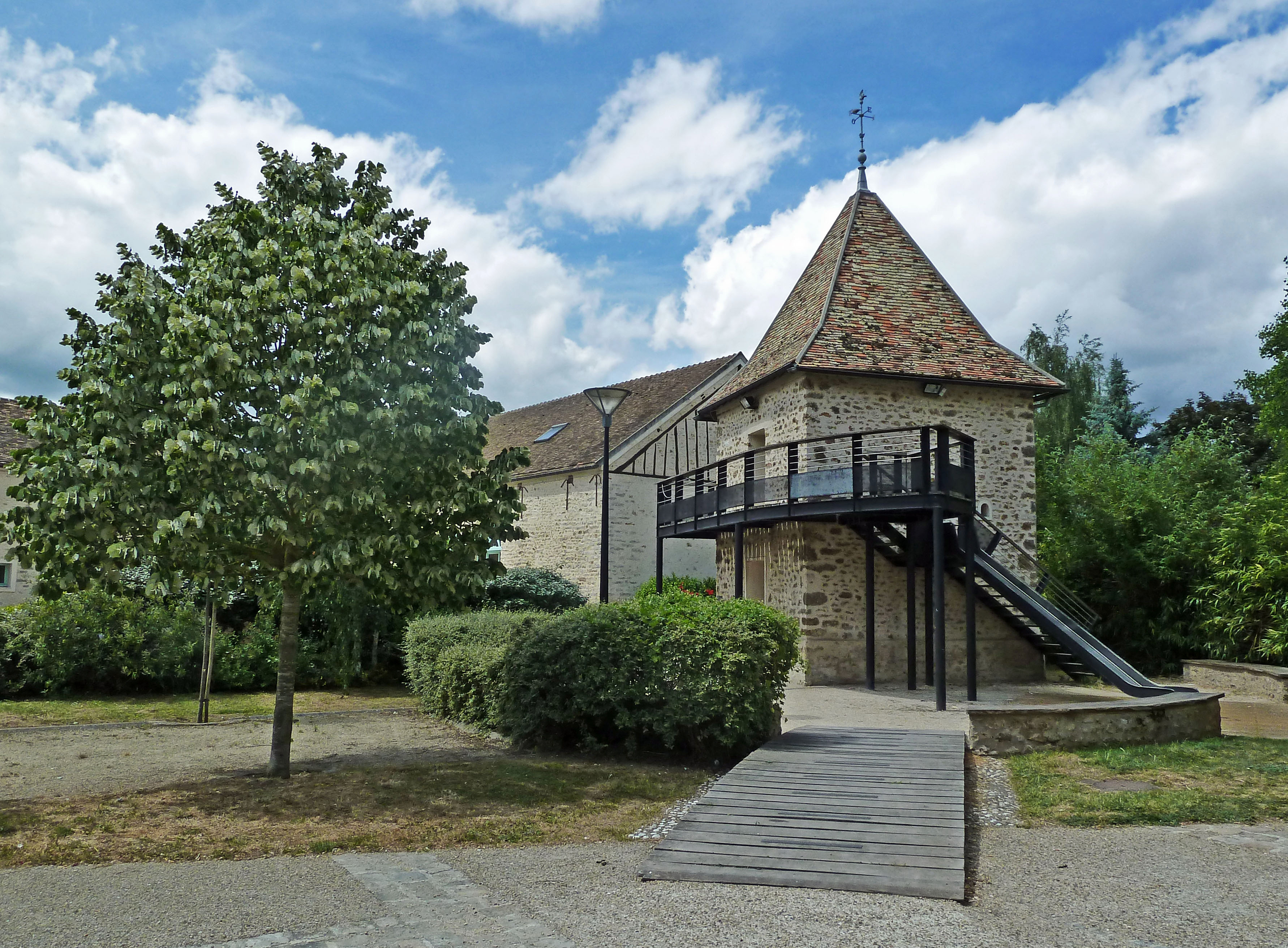
Taubenturm in Avrainville

Der Taubenturm (französisch colombier oder pigeonnier) in Avrainville, einer französischen Gemeinde im Département Essonne in der Region Île-de-France, wurde im 14. Jahrhundert errichtet.
Der rechteckige Taubenturm an der Place de l’Eglise gehörte ursprünglich zu einem Bauernhof der Abtei Saint-Germain-des-Prés in Paris.
Der gedrungene Turm aus Bruchsteinmauerwerk wurde 1997 renoviert. Der Zugang mit hölzerner Außentreppe wurde dabei hinzugefügt.
Das Pyramidendach wird von einem Dachknauf mit Wetterfahne bekrönt.